# Distretto di Mae Sariang
Il distretto di Mae Sariang (in thailandese: แม่สะเรียง) è un distretto (amphoe) della Thailandia, situato nella provincia di Mae Hong Son.